# Saniat Ramel Airport
Saniat Ramel Airport (Arabisch: مطار تطوان سانية الرمل, Frans: Aéroport Tétouan — Sania R'mel) is een luchthaven in Tétouan, een stad in de provincie Tanger-Tétouan in Marokko. Het is tevens de dichtstbijzijnde luchthaven bij Ceuta. De luchthaven vervoerde meer dan 15.000 passagiers in 2008.

## Faciliteiten
De luchthaven heeft een parkeerruimte van 11.300 m² die ruimte biedt aan 2 ATR 72 en 2 Boeing 737-800/Airbus A320. De terminal heeft een oppervlakte van 1200 m² en kan tot 300.000 passagiers per jaar verwerken.
De verharde start-landingsbaan 06/24, met een lengte van 2,3 km en 45 meter breedte, kan vliegtuigen ontvangen tot een grootte van een Boeing 737-800/Airbus A320. De luchthaven biedt de volgende radionavigatiehulpmiddelen: VHF Omnidirectional Range station (VOR) - Distance measuring equipment (DME).

In 2022 zal worden gestart aan uitbreidingswerkzaamheden op Saniat Ramel Airport waarbij er een langere baan komt (07/25) en meer vliegtuigopstelplaatsen voor luchtvaartmaatschappijen.

## Airlines en bestemmingen
| Airlines        | Bestemmingen                                                               |
| --------------- | -------------------------------------------------------------------------- |
| TuiFly Belgium  | Zomers: Brussels                                                           |
| Royal Air Maroc | Al Hoceima, Casablanca                                                     |
| Ryanair         | Brussels Charleroi, Malaga, Marseille,Sevilla(EN) Zomers: Alicante, Madrid |

## Statistieken
| Onderwerp       | 2003  | 2004   | 2005   | 2006   | 2007   | 2008   |
| --------------- | ----- | ------ | ------ | ------ | ------ | ------ |
| Vliegbewegingen | 110   | 188    | 152    | 198    | 297    | 356    |
| Passagiers      | 1.065 | 13.138 | 10.948 | 14.788 | 18.979 | 24.010 |